# Kalbe (Meißner)

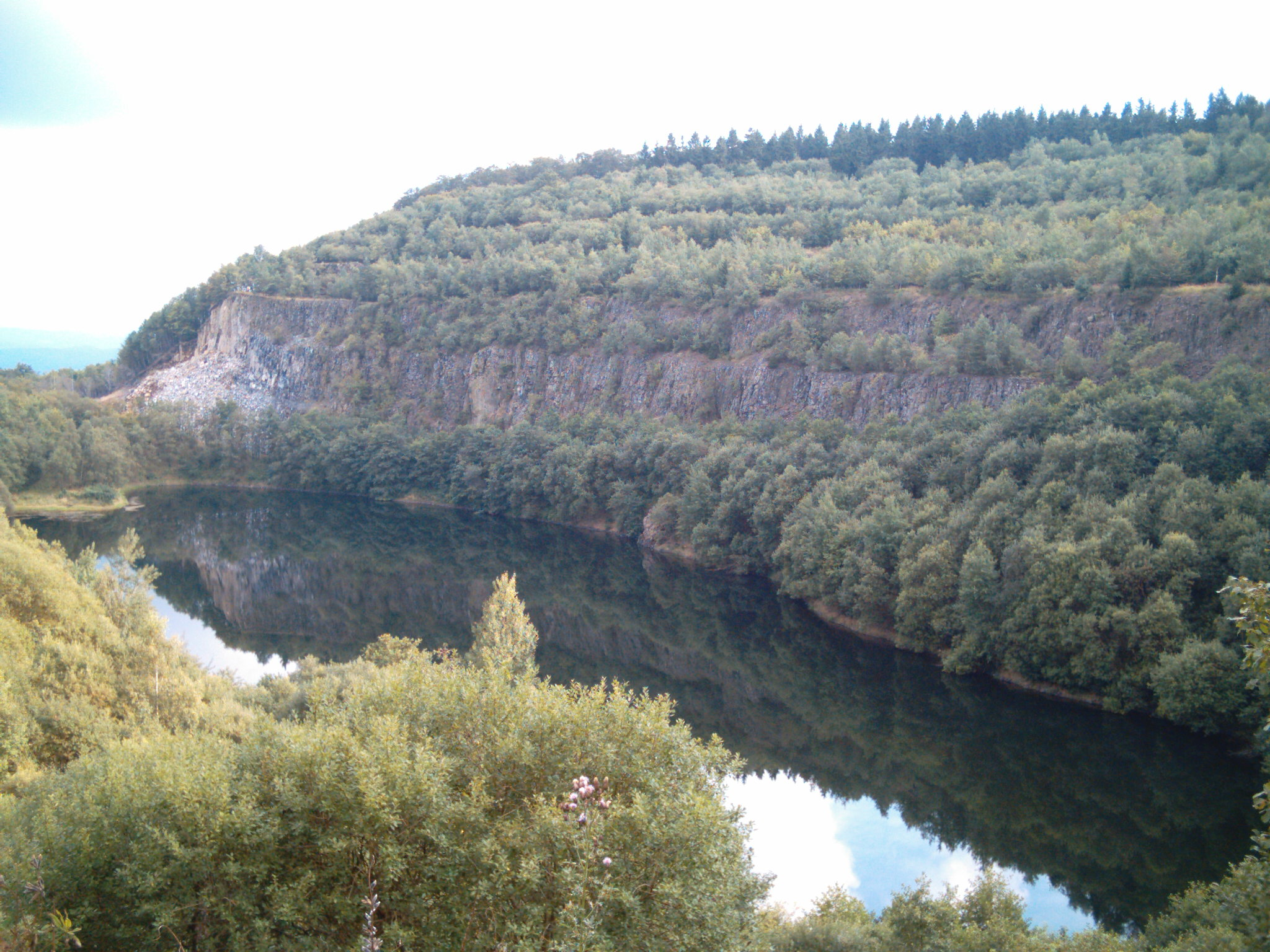
Ehemaliger „Tagebau Kalbe“ mit „Kalbesee“ und recht gleichmäßig abgestuften Basaltwänden

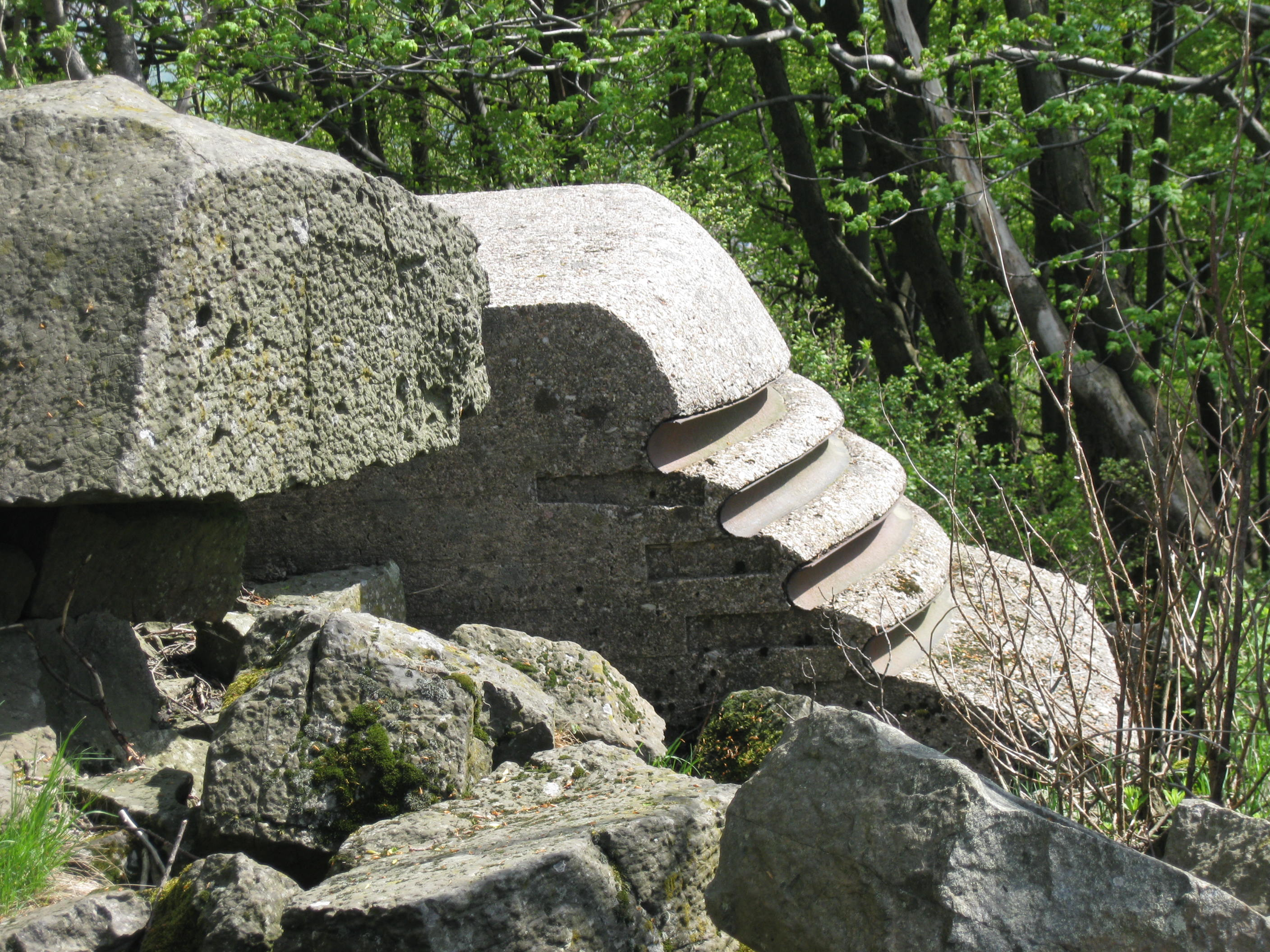
Künstlicher Steinblock, an dem Stahlseile gegen Abrutschen der Kalbe-Halde verankert wurden (1964)

Die Kalbe bei Vockerode im nordhessischen Werra-Meißner-Kreis ist eine 719,5 m ü. NHN hohe Basalt-Kuppe des Bergmassivs Hoher Meißner.

## Geographie

### Lage
Die Kalbe erhebt sich Nordostteil von Nordhessen im Osten des wuchtigen Hohen Meißners im Geo-Naturpark Frau-Holle-Land (Werratal.Meißner.Kaufunger Wald). Ihr Gipfel liegt etwa 2,3 km westnordwestlich von Vockerode, das als Ortsteil von Meißner mit durchschnittlich 290 m Höhe rund 430 m tiefer als der Kalbengipfel liegt, und zirka 400 m (jeweils Luftlinie) südsüdöstlich des Frau-Holle-Teichs. Östlich unterhalb der Kalbe liegt die Eisquelle.

### Naturräumliche Zuordnung
Die Kalbe gehört in der naturräumlichen Haupteinheitengruppe Osthessisches Bergland (Nr. 35), in der Haupteinheit Fulda-Werra-Bergland (357) und in der Untereinheit Meißnergebiet (357.8) zum Naturraum Hoher Meißner (357.81).

## Schutzgebiete
Bis auf die Gipfelregion der Kalbe reichen im Norden über Osten bis Süden Teile des Naturschutzgebietes Meißner (CDDA-Nr. 6969; 1970 ausgewiesen; 9,32 km² groß). Dies gilt auch für solche des Fauna-Flora-Habitat-Gebiet Meißner und Meißner-Vorland (FFH-Nr. 4725-306; 20,42 km²). Auf der gesamten Kalbe liegen zudem Teile des Vogelschutzgebiets Meißner (FFH-Nr. 4725-401; 37,2 km²).

## Geologie
Die Basalthalde ist eine Blockhalde, wie sie auch an anderen Stellen des Meißners, zum Beispiel am Abhang oberhalb des Frau-Holle-Teichs und hinter den Seesteinen, zu finden sind. Sie ist der Rest eines erkalteten Lavastroms, der durch Witterungseinflüsse seine heutige Form erhielt und der größtenteils noch immer nicht durch Vegetation besiedelt worden, aber von Wald umgeben ist.

## Geschichte

### Ehemaliger Tagebau
Im wenige hundert Meter südwestlich der Kalbe-Kuppe gelegenen „Tagebau Kalbe“ wurde von 1949 bis 1974 über Tage Braunkohle gefördert, was nach wie vor noch gut am Gelände des ehemaligen Tagebaus zu erkennen ist. Nachdem die Pumpen abgestellt worden waren, bildete sich in dem Tagebaurestloch, dessen recht gleichmäßig abgestufte und hohe Basaltwände beeindruckend sind, der maximal rund 30 m tiefe und etwa 20.000 m² große „Kalbesee“, der durch den Zulauf von Grund-, Oberflächen- und Niederschlagswasser entstand. 1977 verhinderte die Aktion „Rettet den Meissner“ mit großer Teilnahme der Bevölkerung die Wiederaufnahme des Tagebaus.
Um das mächtige, 30 bis 50 m dicke Kohleflöz freizulegen, mussten die darüber lagernden Basaltmassen abgebaut werden. Der Abraum wurde rund um den Tagebau auf und über die Berghänge geschüttet. An den dadurch entstandenen Halden, die gut an den Hängen der Kalbe zu erkennen sind, türmen sich die Basaltbrocken stufenartig auf.

### Abrutschen der Kalbe
Beim Kohletagebau kam es 1964 an der Kalbe zu einem außergewöhnlichen Ereignis. Felsen der weithin bekannten Halde drohten abzurutschen. Die Bergarbeiter griffen zu einer Notlösung: Mittels dicken Steinblöcken und 6 cm dicken Stahlseilen sollten diese festgehalten werden. Nach vier Monaten brachen diese Seile und viele Steinblöcke stürzten in die Tiefe. Die Befürchtungen, die Kalbe würde komplett abrutschen, bestätigten sich jedoch nicht. Heute kann man auf der Kalbe noch einige der Steinblöcke sowie ein Stück eines der Seile sehen.

## Aussichtspunkt
Der Gipfel der Kalbe ist ein guter Aussichtspunkt nach Nordosten unter anderem über Vockerode, Frankershausen und das Werratal hinweg bis zum Harz. Etwas unterhalb des Gipfels ermöglicht eine weitere Aussichtsstelle den Blick nach Südosten zum Thüringer Wald und zur Rhön.

## Verkehrsanbindung
Die Kalbe kann von Meißner-Vockerode kommend – über die steil ansteigende Landesstraße 3241 und im Schwalbental nach Norden auf die „L 3242“ in Richtung Kammerbach (westlicher Stadtteil von Bad Sooden-Allendorf) abbiegend – angefahren werden. Sie führt nicht direkt zur Kuppe; diese ist aber an Wandererparkplätzen in der Umgebung beginnend, beispielsweise am Frau-Holle-Teich, auf Waldwegen und -pfaden zu Fuß zu erreichen. Die nächstgelegene Haltestelle des ÖPNV befindet sich im Schwalbenthal.